# Gorgias (dialog)
Gorgias är en dialog skriven av Platon (~ 387 f.Kr.) som handlar om retorikens relation till moralen och rättvisan. Dialogen skildrar ett antal konversationer mellan Sokrates och en grupp sofister under en festlig tillställning i Athen. Successivt genom dialogen börjar Sokrates att peka ut kärnan i vad retoriken faktiskt är, och bristerna i den och sofistiken som var den populäraste teoribildningen i Athen under den tiden. Åsikterna som uttrycks av Sokrates i Gorgias antas vara Platons egna synpunkter om retorik, politik och rättvisa och speglar verkliga och påhittade konversationer och positioner hos de inblandade.

## Handling
Dialogen kan delas upp i tre huvudkonversationer (samt en avslutande predikan från Sokrates): Konversationen med den beprydda och erfarne sofisten Gorgias, konversationen med den unga och upprörda Polos, och konversationen med den ovillige men rakryggade Kallikles.

### Konversationen med Gorgias
Konversationen mellan Sokrates och Gorgias handlar om retorikens och sofistikens relation till moralen. Gorgias går med på att svara på alla frågor som Sokrates vill ställa honom och medger att han ängar sig åt retorikkonsten, som berör tal och övertygande.
Gorgias: Det är förmågan att övertyga med tal, både domarna i domstolen, ledamöterna i rådet och medlemmarna av folkförsamlingen, alltså förmågan att övertyga i vilken politisk församling som helst. (cit. 451e)
Sokrates förhåller sig tveksam till talekonsten och menar att retoriken dels inte är ensam i att övertyga (även aritmetiken övertygar inom sina egna ramar) (453e), dels att kärnan i retoriken inte behöver iaktta det 'rätta' eller 'sanna' utan enbart det 'troliga'. Retoriken grundar sig alltså inte på kunskap och undervisning, den grundar sig på istället på tro (455a). Tro kan vara falsk eller sann, kunskap är alltid sann – följaktligen blir retorik riskabelt att ägna sig åt då det inte finns något sanningskrav inbakat i talekonsten.
Gorgias menar att retorikstudenten kommer att lära sig vad som är rätt och fel och sant och falskt av sin lärare (sofisten). Om man vill bli retoriker måste man alltså, antingen på förhand eller under utbildningens gång lära sig om det rätta och orätta. (460a)
Sokrates följer så småningom upp med att retoriken i själva fallet inte handlar om det rätta eller sanna, då det osanna kan vara lika övertygande och troligt som det sanna, på samma sätt som att en boxare kan använda sig av sina förmågor på ett orätt sätt. Retoriken och sofistiken har alltså ingenting med det sanna och rätta att göra. Gorgias blir tvungen att gå med på detta (460e).

### Konversationen med Polos
Ynglingen Polos anklagar Sokrates för att ha lurat hans lärare Gorgias att gå med på Sokrates premisser och bestämmer sig för att själv fortsätta konversationen.
Polos menar att det är självklart att retoriken är den mest användbara av alla konster då den ger faktiska möjligheter för atenarna att göra sina röster höjda och få igenom sin vilja. (461c)
Sokrates menar istället att retoriken inte alls är en konst utan en slags praktisk erfarenhet (462a), som ger sken för att utgöra riktig sanning och rättvisa, precis som kokkonsten ger sken för att bidra till hälsa. Riktig hälsa går istället att hitta i gymnastiken och läkekonsten. Riktig rättvisa hittar man i lagstiftningen, och vad som är sant och gott är inte något som Sofisterna kan få koll på genom tal, det är ett ämne för filosofin och dialektiken (464–465).

Polos blir mycket förnärmad över att Sokrates inte verkar vilja se det vackra i retoriken men Sokrates lyckas så småningom vända även Polos till sin sida, visserligen lite motvilligt.
Sokrates: Käre vän, de här människorna har lyckats med ungefär samma sak som en man som åldrar sig de svåraste sjukdomar men lyckas undgå att sona brotten mot kroppen inför läkarna och undvika behandling därför att han är rädd som ett barn för bränning och skärning för att det gör ont. Anser inte du det också?
Polos: Jo
Sokrates: Det beror sannolikt på okunnighet om vad kroppslig hälsa och kroppslig dygd är för någonting. Efter det som vi nu kommit överens om är det antagligen något sådant som händer med den som undflyr straff, Polos: de ser det smärtsamma i det hela men är blinda för det nyttiga, och de vet inte hur mycket eländigare det är att leva med en själ som inte är frisk, utan osund, orättfärdig och ogudaktig, än med en kropp som inte är frisk. Det är därför de gör allt för att slippa sona brott och slippa bli befriade från det största onda utan i stället skaffar sig pengar och vänner och bemödar sig om att tala på det mest övertygande sätt.
Om det som vi kommit överens om är riktig, Polos, inser du då vad konsekvenserna blir av resonemanget? Eller ska vi gå igenom dem tillsammans? 
Polos: Du vill ju det i alla fall.

(cit. 479b, c)

### Konversationen med Kallikles
Konversationen mellan Sokrates och Kallikles inleds av att Kallikles blir upprörd över hur ofantligt verklighetsfrånvänd Sokrates är. Filosofi är mossigt och det bör man inte ägna sig åt i gammal ålder för då förstår man så småningom sig inte på hur världen faktiskt fungerar. Det är klart att retoriken är användbar och att makten som man får genom den är verklig. De starkare kommer att vinna över de svagare, det är så världen fungerar, det är det som är makt. (482c–486d)
Sokrates berömmer inledningsvis Kallikles för att han säger vad han faktiskt tycker, till skillnad från Polos och Gorgias som han menar är för skygga (487a–c). Sokrates invänder dock mot Kallikles i sak och menar att makten man får som retoriker och till och med som tyrann inte är verklig makt, då man inte har någon kunskap om hur saker och ting kommer att fortskrida i framtiden. Man vet inte vad konsekvenserna av sina handlingar kommer vara om man inte ägnar sig åt dialektiken, det är inte makt, det är ett blint begär. Det är viktigare att behärska sig själv och styra över sina begär (491e). Lycka är inte det samma som behag, att plågas är inte samma sak som att ha det dåligt. Det behagliga är något annat än det goda och eftersom retoriken ägnar sig åt behag så är det inte gott.
Detta gör Kallikles mycket upprörd och så småningom vill han inte fortsätta konversationen då han tröttnar på Sokrates.

Sokrates avslutar därefter sitt resonemang genom att debattera (i brist på villiga motståndare) med sig själv och landar i slutsatsen att han är en av de få atenare som ägnar sig åt den sant politiska konsten, då han inte beblandar sig med det behagliga utan istället det rätta. Sokrates bryr sig inte om att övertyga massorna, han bryr sig om att övertyga personen han pratar med, och han bryr sig inte om det svider lite. Denna typ av politik gör sig inte i talarstolen eller i domstolen.
Sokrates: […] Jag kommer att dömas som en läkare skulle dömas med barn som jury och en kock som åklagare. Tänk efter vad en sådan man skulle säga till sitt försvar i den situationen om åklagaren sade: >Barn! Den här mannen har gjort er mycket ont, och de yngsta av er fördärvar han genom att skära och bränna, han gör dem hjälplösa genom att svälta ut dem och kväva dem, han ger dem de beskaste drycker och tvingar dem att hungra och törsta – i motsats till mig, som alltid har bjudit er på mängder av behagliga saker av alla de slag.< Vad tror du att en läkare kan säga när han har hamnat i en sådan besvärlig situation? Tänk om han skulle säga sanningen: >Barn! Allt detta gjorde jag för er hälsas skull< – vilket vrål skulle inte sådana domare då stämma upp! Inte sant?
Kallikles: Jo, kanske.

(cit. 551e–552a) 

### Slutlig anekdot om efterlivet
Sokrates avslutar med att förklara varför man bör ägna sig åt det faktiskt goda och inte skenkonster. Han berättar en historia om vad han har hört händer efter döden, men fastställer att han säger det som sanning. När själen skiljer sig från kroppen vid dödstillfället så är det en naken själ som ställs inför de tre domarna Minos, Rhadamanthys och Aiakos som ska bestämma huruvida själen förs till Elysion ("de saligas öar") eller till Tartaros. (523e–524a)
Gudarna kommer att döma själen utan att se kroppen den varit fäst vid (utan kläder eller titlar), om själen är hopknuten och omtumlad kommer du inte kunna gömma det. Därför bör man ägna sig åt det sanna och rätta och leva ett liv i verklig dygd, så att själen är i ordning när du dör. En dygd man enligt Sokrates når genom att ägna sig åt filosofin och dialektiken.

## Tolkning
Gorgias har haft stor inverkan på retorikämnet. I dialogen riktar Platon skarp kritik mot retoriken, men det är inte bara retorikerna och sofisterna som får en känga, det är hela Athens politiska och offentliga sfär som sågas. Det finns en äkta politik, det är den som Sokrates ägnar sig åt, en politik som ägnar sig åt det sanna och inte det behagliga. En politik som inte bryr sig om massornas opinion (teknokrati). Anledningen till att dialogen är utformad som den är (genom konversationerna med Polos och Kallikles) kan ses som ett sätt att inte försöka skämma ut Gorgias, som således bara får en mindre roll i dialogen, det verkar alltså finnas en medvetenhet hos Platon att alla inblandade inte hade blivit helt nöjda vid genomläsning.
Ett av de mest påträngande ståndpunkterna som framförs i konversationen med Polos är att retoriken inte ska ses som en konstform utan som en praktisk egenskap (eller en skenkonst). För att styrka detta argument lägger Platon fram ett antal analogier som nedan presenteras i tabellform.
|             | Kropp      | Själ     |
| ----------- | ---------- | -------- |
| Bevarande   | Smink      | Sofistik |
| Restorering | Matlagning | Retorik  |

|             | Kropp     | Själ        |
| ----------- | --------- | ----------- |
| Bevarande   | Gymnastik | Lagstifting |
| Restorering | Läkekonst | Rättvisa    |

Platon ger uttryck för att det finns en verklig retorisk konstform som ägnar sig åt rättvisan, men dit hittar man inte genom att följa sofisterna. I dialogen Faidros får vi en något vänligare syn på retoriken från Platon men samma filosofiska och dialektiska fokus kvarstår. I Faidros framhävs retoriken som en typ av konst (techne) och ses inte som lika farlig.
Det grekiska ordet rhetorike används för första gången i skrift i Gorgias vilket har lett till att Platon kan antas ha myntat begreppet.

## Kritik
Cicero kritiserar Platon för hyckleri i att Platon framställer en så skarp kritik mot retoriken samtidigt som han i författandet av texten framstår som en synnerligen skicklig retoriker. 
Det jag i den boken särskilt beundrade hos Platon var att han under förlöjligandet av talarna själv framstod som den fulländade talaren. För det är en strid om ord de arma grekerna länge plågats av, mer angelägna som de är om gräl än om sanningen.
Platon kan anses vända debatten till sin egen fördel och inte skildra Gorgias eller sofisternas synpunkter på ett helt rättvist sätt, något som i sig kan ses som en sofistisk tendens. Samtidigt som han fördömer retoriken för att få folk att tro att den förstår sanningen när de egentligen bara vevar i åsikter så använder han sig av samma tekniker för att genomföra denna vederläggning.

## Källförteckning
1. ↑  Herrick, James A. (2018). The History and Theory of Rhetoric: An Introduction (6 uppl.). New York: Routledge. sid. s. 64
2. ↑  Platon; Översatt av Jan Stolpe (3 januari 2000). ”Gorgias”. Skrifter. Bok 1. Stockholm: Bokförlaget Atlantis
3. ↑  Rosengren, Mats (2015). Psychagōgia : konsten att leda själar : [om konflikten mellan retorik och filosofi hos Platon och Chaïm Perelman]. Ödåkra: Retorikförlaget. sid. 24, 53.
4. 1 2 3  Herrick, James A. (2018). The History and Theory of Rhetoric – An Introduction (6 uppl.). New York: Routledge. sid. s. 65–72.
5. ↑  Cicero, Marcus Tullius; översatt av Birger Bergh (2008). Om Talaren – Första boken. Åstorp: Retorikförlaget. sid. 1.11.47. (cit)
6. ↑  Herrick,, James A. (2018). The History and Theory of Rhetoric – An Introduction (6 uppl.). New York: Routledge. sid. 72–73.